# José Torres (bokser)
José „Chegui” Torres (ur. 3 maja 1936 w Ponce, zm. 19 stycznia 2009 tamże) – portorykański bokser, medalista olimpijski, pierwszy hiszpańskojęzyczny zawodowy mistrz świata w wadze półciężkiej.
Torres był srebrnym medalistą Igrzysk Olimpijskich z Melbourne z 1956 roku w wadze lekkośredniej (reprezentował Stany Zjednoczone, w finale przegrał z László Pappem).
Jako profesjonał zadebiutował w 1958. Wygrał 13 walk (11 przed czasem) zanim zremisował z Kubańczykiem Benny Paretem w 1959. Potem kontynuował serię zwycięstw, aż w 1963 przegrał przez nokaut z Florentino Fernándezem z Kuby. Później w tym roku pokonał Dona Fullmera.
W 1964 wygrał m.in. z mistrzem olimpijskim Wilbertem McClure i byłym zawodowym mistrzem świata Carlem „Bobo” Olsonem. W 1965 zdobył tytuł zawodowego mistrza świata w wadze półciężkiej po wygranej z Williem Pastrano w Madison Square Garden w Nowym Jorku. W tym samym roku pokonał na punkty byłego kandydata do tytułu mistrza świata wagi ciężkiej Toma McNeeley. W 1966 trzykrotnie obronił tytuł w wadze półciężkiej, zanim został pokonany przez Nigeryjczyka Dicka Tigera, który wcześniej był mistrzem w wadze średniej. W 1967 ponownie przegrał z Tigerem niejednomyślną decyzją sędziów. Stoczył potem 2 walki i zakończył karierę zawodowego boksera, podczas której stoczył 45 walk, z których wygrał 41 (29 przez K.O.), 1 zremisował i 3 przegrał.
W 1969 roku, kiedy postanowił zakończyć karierę sportową, zaczął działać w społeczności portorykańskiej Nowego Jorku. Brał udział w pracach komisji sportu. W latach 80. XX wieku działał do World Boxing Council (WBC), gdzie był supervisorem, a od 1990 do 1995 prezesem.
Autor publikacji biograficznych:
- Żądło jak u pszczoły (opisywał Muhammada Ali);
- Ogień i strach (opisywał Mike’a Tysona).

W 1997 roku został umieszczony w Galerii Sław Boksu.
Przyczyną śmierci boksera był atak serca. Pogrzeb odbył się 22 stycznia 2009 roku w Ponce.